# شلسینگر (دهانه)
شلسینگر یک دهانه برخوردی در ماه است.

## دهانه‌های اقماری
این دهانه ۳ دهانه اقماری دارد.
| Schlesinger | عرض جغرافیایی | طول جغرافیایی | قطر          |
| ----------- | ------------- | ------------- | ------------ |
| A           | ۵۰٫۱° N       | ۱۳۷٫۲° W      | ۳۲٫۰ کیلومتر |
| B           | ۵۱٫۴° N       | ۱۳۴٫۹° W      | ۶۶٫۰ کیلومتر |
| M           | ۴۵٫۲° N       | ۱۳۸٫۵° W      | ۴۵٫۰ کیلومتر |